# Хэм, Пит
Питер Уильям Хэм (27 апреля 1947[…], Суонси — 24 апреля 1975, Суррей) — валлийский певец, автор песен и гитарист, наиболее известный как ведущий вокалист и композитор рок-группы Badfinger 1970-х годов, чьи хиты включают «No Matter What», «Day After Day» и «Baby Blue». Он также был соавтором баллады «Without You», мирового хита номер один для Гарри Нильссона, который стал стандартом, исполняемым сотнями исполнителей. В 1973 году Хэм был удостоен двух премий Айвора Новелло, связанных с этой песней.
Хэм покончил с собой в 1975 году в возрасте 27 лет, когда впал в депрессию, будучи втянутым в проблемы, связанные с группой, такие как проблемы с лейблом и менеджментом, а также нехватка средств. Эмоциональный шрам, оставленный его смертью на Badfinger, в конечном итоге привел к самоубийству бывшего товарища по группе Тома Эванса в 1983 году.

## Ранняя жизнь
Хэм родился в Суонси, Уэльс. Примерно в 1961 году он основал местную рок-группу под названием The Panthers. Эта группа претерпела несколько изменений в названии и составе, прежде чем в 1965 году стала The Iveys. Группа была переведена в Лондон менеджером
в 1966 году, и они продолжали выступать в течение трех лет по всей территории Соединенного Королевства. В конце концов Хэм стал выдающимся автором песен для группы, после того как Коллинз предоставил ему магнитофон Revox, чтобы поощрить его. Рэй Дэвис из The Kinks изначально проявил интерес к группе, хотя треки, спродюсированные Дэвисом, появились в продаже лишь десятилетия спустя. В 1968 году The Iveys привлекли внимание Мэла Эванса (личного помощника The Beatles) и в конечном итоге были подписаны на лейбл Apple Records The Beatles после одобрения всех четырёх The Beatles, которые, как сообщается, были впечатлены способностями группы к написанию песен.

## Badfinger
The Iveys сменили название на Badfinger, выпустив сингл «Come and Get It», композицию Пола Маккартни, которая вошла в десятку мировых хитов. Хэм изначально протестовал против использования неоригинального сингла для продвижения группы, поскольку он завоевал доверие к композициям группы, но он быстро убедился в эффекте трамплина от того, что сингл, скорее всего, станет хитом. Его собственная творческая настойчивость в конце концов окупилась, поскольку его песня «Несмотря ни на что» в конце 1970 года вошла в десятку лучших мировых хитов. За ним последовали ещё два мировых хита — «Day After Day» и «Baby Blue».
Наибольший успех Хэму принесла композиция, написанная им в соавторстве с товарищем по группе Томом Эвансом под названием «Without You» — она стала хитом номер один во всем мире, когда позже была перепета Гарри Нильссоном и выпущена в 1971 году. С тех пор эта песня стала стандартом и была перепета сотнями певцов. Премия Айвора Новелло за песню года была присуждена в 1973 году наряду с номинациями на «Грэмми». Джордж Харрисон использовал таланты Хэма для нескольких сессий в альбоме, в том числе для альбома All Things Must Pass и для других записей исполнителя Apple Records. Кульминацией этой дружбы стал дуэт Хэма на акустической гитаре в песне «Here Comes the Sun» с Харрисоном на концерте для Бангладеш в 1971 году, задокументированный в театральном фильме о концерте. В 1972 году Badfinger был приобретен Warner Bros. Records, поскольку лейбл Apple Records разваливался, и казалось, что группа была готова к большому признанию.

## Смерть
Warner Bros. Records подала в суд на бизнес-менеджера Badfinger Стэна Полли после того, как исчез аванс. Поскольку их текущий альбом внезапно был отозван, а последующий отклонен, Badfinger провели первые месяцы 1975 года, пытаясь выяснить, как действовать в неясной юридической ситуации. Их чеки на зарплату за март 1975 года не были оплачены, а апрельские чеки так и не поступили. Началась паника, особенно у Хэма, который недавно купил дом за 30 000 фунтов стерлингов в Уокинге, графство Суррей, и чья девушка ждала ребёнка. По словам товарища по группе Боба Джексона 1974—1975 годов рождения, группа пыталась продолжать без участия Полли, связываясь с агентами по бронированию билетов и потенциальными менеджерами по всему Лондону, но им регулярно отказывали из-за их ограничительных контрактов с Полли и надвигающихся судебных исков. Сообщается, что Хэм неоднократно пытался связаться с Полли по телефону в первые месяцы 1975 года, но так и не смог до него дозвониться.
Ночью 23 апреля 1975 года Хэму позвонили из Соединенных Штатов и сообщили, что все его деньги исчезли. Позже тем же вечером он встретил Тома Эванса, и они вместе пошли в паб «Уайт Харт» в Суррее, где Хэм выпил десять порций виски. Эванс отвез его домой в три часа утра 24 апреля 1975 года. Хэм повесился в возрасте 27 лет в своей гаражной студии в Уокинге позже тем же утром. В его предсмертной записке, адресованной его девушке Энн Хэрриот и её сыну Блэру, Хэм обвинил Полли в своем отчаянном положении. Записка гласила:

Энн, я люблю тебя. Блэр, я люблю тебя. Мне не позволят любить всех подряд и доверять им. Так-то лучше. Пит. P.S. Стэн Полли — бездушный ублюдок. Я возьму его с собой.
Оригинальный текст (англ.)Anne, I love you. Blair, I love you. I will not be allowed to love and trust everybody. This is better. Pete. P.S. Stan Polley is a soulless bastard. I will take him with me.

В последние месяцы у Хэма проявлялись растущие признаки психического заболевания, и Гиббинс вспоминал, как Хэм жег сигареты на своих руках. Он был кремирован в крематории Морристон в Суонси; его прах был развеян в мемориальных садах. Дочь Хэма, Петра, родилась через месяц после его смерти. В мае Warner Bros расторгла свой контракт с Badfinger, и Badfinger распался. Примерно в то же время Apple также удалила все альбомы Badfinger из своего каталога.

## Наследие
Хэма часто считают одним из первых распространителей жанра пауэр-поп. Его самым распространенным эффектом в популярной музыке стала баллада «Without You», которую он написал вместе с коллегой по группе Badfinger Томом Эвансом. Посмертно были выпущены сборники домашних демозаписей Хэма: «7 Park Avenue» 1997 года, «Golders Green» 1999 года и «The Keyhole Street Demos 1966-67» 2013 года. В 2022 году был выпущен «Demos Variety Pack» Хэма.

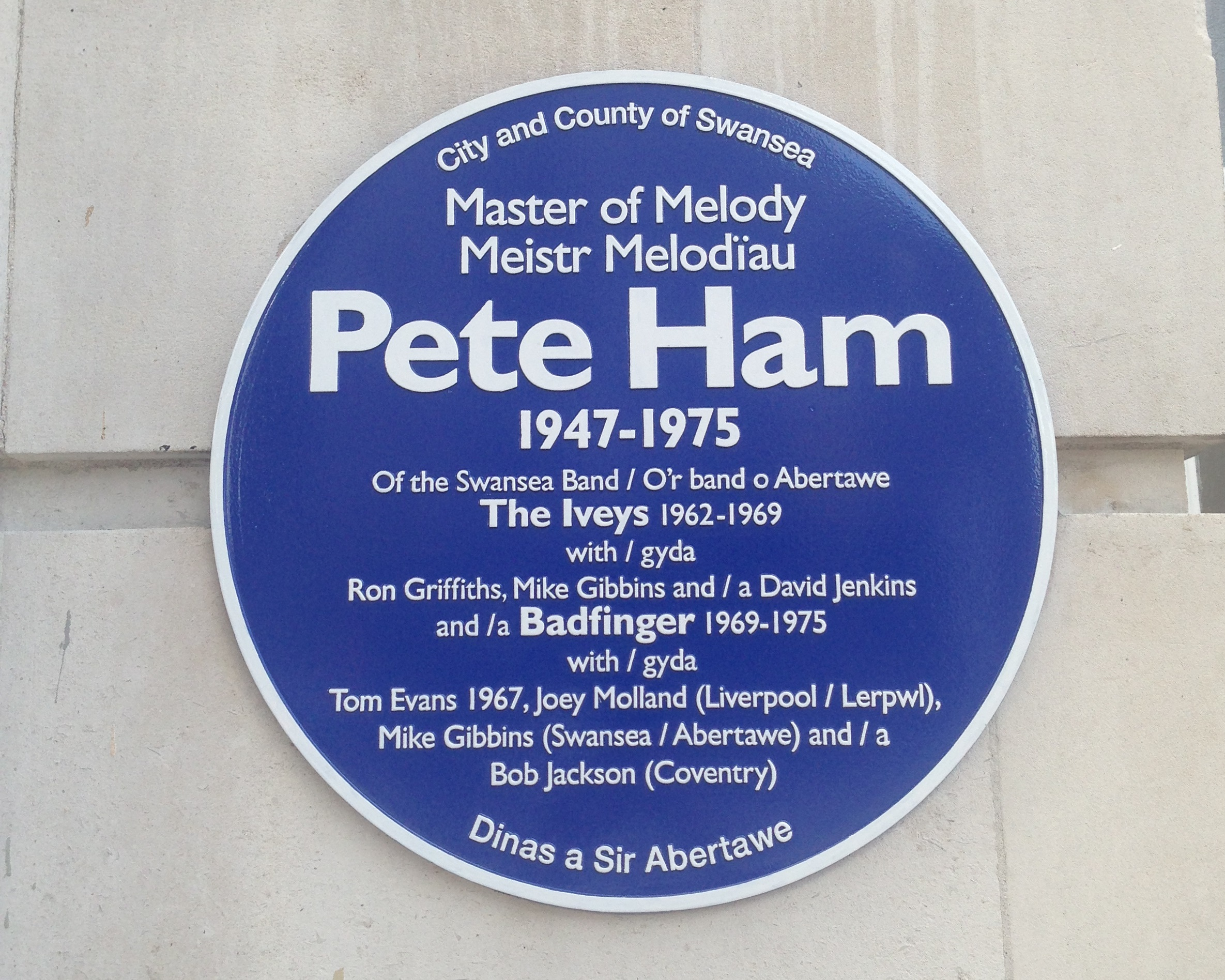
Мемориальная доска в память о Пите Хэме в его родном городе Суонси.

27 апреля 2013 года городской совет Суонси открыл официальную синюю мемориальную доску в честь Пита Хэма в его родном городе. На открытии присутствовали два бывших участника оригинальной группы Badfinger, The Iveys: Рон Гриффитс и Дэвид Дженкинс, а также бывший участник Badfinger Боб Джексон. Мемориальная доска была установлена в честь Хэма и всех участников Iveys и Badfinger при его жизни. За церемонией последовал концерт с участием бывших участников Badfinger Боба Джексона и Эла Водтке.